# 哈隆河
哈隆河（西班牙語：Río Jalón）是西班牙的河流，流經索里亞省和薩拉戈薩省，屬於埃布羅河的支流，河道全長224公里，流域面積9,338平方公里，平均流量每秒20.8立方米。

## 外部連結
- Confederación Hidrográfica del Ebro (Spanish) - Data and documentation on rivers of the Ebro Basin